# Minicia pallida
Minicia pallida är en spindelart som beskrevs av Kirill Yeskov 1995. Minicia pallida ingår i släktet Minicia och familjen täckvävarspindlar. Inga underarter finns listade i Catalogue of Life.